# Plouay
Plouay er en landsby og kommune i det franske departement Morbihan i Bretagne.
Plouay er blandt andet kendt for landevejscykling, og Bretagne Classic Ouest-France arrangeres her hvert år. I 2000 var Plouay værtsby for VM i landevejscykling, og Tour de France har besøgt byen tre gange: i 1998, 2002 og 2006.